# Claude de France (1499-1524)
Pour les articles homonymes, voir Claude de France et Claude.
Claude de France, née le 13 octobre 1499 à Romorantin et morte le 20 juillet 1524 à Blois, fille de Louis XII et d'Anne de Bretagne, devient duchesse de Bretagne en 1514 et reine de France en 1515 lorsque son époux, François d'Angoulême, cousin de Louis XII, devient roi sous le nom de François Ier.
Elle meurt à 24 ans après avoir mis au monde sept enfants, notamment le futur Henri II. Elle est la seule princesse royale à avoir été à la fois fille, épouse et mère de rois de France.  
Son nom a été donné à une variété de prunes, la reine-claude, dont l'ambassadeur de France auprès de la Sublime Porte avait rapporté un plant, cadeau du sultan ottoman Soliman le Magnifique.

## Biographie

### Origines familiales et titres
Claude naît le 13 octobre 1499 à Romorantin.
Elle est la fille du roi Louis XII, précédemment duc Louis II d'Orléans, cousin de son prédécesseur sur le trône Charles VIII (1470-1498), de la maison de Valois. 
Charles VIII laissant veuve Anne de Bretagne, Louis XII en fait son épouse dès janvier 1499, afin de conserver le contrôle sur le duché de Bretagne, difficilement acquis au cours des guerres (1485-1491) qui ont marqué le règne de Charles VIII. 
Claude reçoit son prénom en hommage à saint Claude, que sa mère avait invoqué lors d'un pèlerinage vers Saint-Claude, afin de pouvoir donner le jour à un enfant viable. En effet, des quatorze enfants qu'elle a mis au monde, seuls deux lui ont survécu.
Reine de France et duchesse de Bretagne, Claude a aussi été comtesse de Soissons, de Blois, de Coucy, d'Étampes, de Montfort, ainsi que duchesse de Milan dans le cadre des guerres d'Italie.
Alors qu'elle peut succéder à sa mère sur le trône de Bretagne, elle ne peut succéder à son père sur le trône de France du fait que la loi salique, instaurée en 1328 lors de l'avènement de la dynastie des Valois, exclut les filles du roi défunt de la succession.

### Projet de mariage avec Charles de Habsbourg (1501-1506)
Héritière du duché de Bretagne, Claude est fiancée en 1501 avec Charles de Habsbourg, futur Charles Quint (1500-1558), fils aîné et héritier du duc de Bourgogne Philippe le Beau (1479-1506), lui-même fils de Maximilien d'Autriche (1459-1519), empereur et chef de la maison de Habsbourg, qui avait d'ailleurs épousé par procuration Anne de Bretagne en 1490 (mariage cassé manu militari par Charles VIII en 1491). Philippe le Beau est aussi l'époux de Jeanne de Castille, fille et héritière présomptive d'Isabelle de Castille et de Ferdinand d'Aragon, les Rois catholiques d'Espagne. Héritier présomptif de Philippe le Beau et de Jeanne de Castille, Charles de Habsbourg est (potentiellement) le prince d'Europe occidentale le plus puissant .
Ce mariage revient à remettre le duché de Bretagne aux mains du duc de Bourgogne, ce que Charles VIII avait refusé en 1491. Cette démarche est cependant soutenue à la fois par Anne de Bretagne et par le cardinal d'Amboise. Celui-ci s'oppose au maréchal de Gié, partisan d'un mariage de Claude avec François d'Angoulême, cousin de Louis XII et premier prince du sang, héritier présomptif du royaume tant que Louis XII n'a pas de fils, fait duc de Valois en 1499. La reine veut, en tant que duchesse de Bretagne, s'assurer que le duché reste en dehors du domaine royal et au moins éviter qu'il tombe aux mains de François, qu'elle déteste[réf. nécessaire]. 
Il semble que Louis XII ait hésité. Louise de Savoie, mère de François, aurait obtenu en avril 1501 de lui la promesse (secrète) que Claude serait mariée avec son fils.
Louis XII accepte finalement l'union avec le prince Habsbourg parce qu'il a besoin du soutien de l'empereur et du roi d'Aragon pour ses projets italiens. Il s'apprête en effet à s'engager dans la troisième guerre d'Italie (1501-1504), dans laquelle il est allié au départ avec Ferdinand d'Aragon pour conquérir le royaume de Naples.
Un contrat de mariage est signé le 10 août 1501 à Lyon par François de Busleyden, archevêque de Besançon, Guillaume de Croÿ, Nicolas de Rutter et Pierre Lesseman, ambassadeurs de Philippe le Beau. Ce contrat prévoit expressément qu'à la mort d'Anne de Bretagne, le duché passera à Claude et à son époux. 
Après la guerre, perdue par Louis XII (après avoir conquis le royaume de Naples avec le concours du roi d'Aragon, Louis XII en a été chassé par son allié), trois traités sont conclus en 1504 pour préciser le contrat de mariage, entre Louis XII (en position de faiblesse), Maximilien d'Autriche et Philippe le Beau : ils assurent à Claude une dot considérable en cas d'absence d'héritier mâle de Louis XII : outre le duché de Bretagne, elle recevrait le duché de Milan, le comté d'Asti, le comté de Blois et surtout le duché de Bourgogne, ce qui revient à recréer l'État bourguignon de Charles le Téméraire. Si le mariage avait eu lieu, dans ces conditions, toutes les causes de la rivalité à venir entre Charles Quint et François Ier auraient été tranchées avant même l'avènement de ces deux princes.[réf. nécessaire]
En 1505, Louis XII, malade et craignant de mourir incessamment (sans fils), se rend compte de la charge que ces traités imposeraient à son héritier présomptif. Il fait donc casser les fiançailles de Claude par les États généraux de mai 1506, tenus à Tours, au profit de François d'Angoulême. Philippe le Beau est alors très occupé en Castille pour se faire reconnaître comme roi consort (juin 1506). Sa mort peu de temps après (25 septembre) permet d'éviter que la rupture du contrat ait des conséquences trop graves.
Anne de Bretagne, furieuse de voir Gié triompher, va tout faire pour obtenir sa condamnation pour crime de lèse-majesté par le Parlement de Paris[pas clair]

### Mariage avec François d'Angoulême (18 mai 1514)

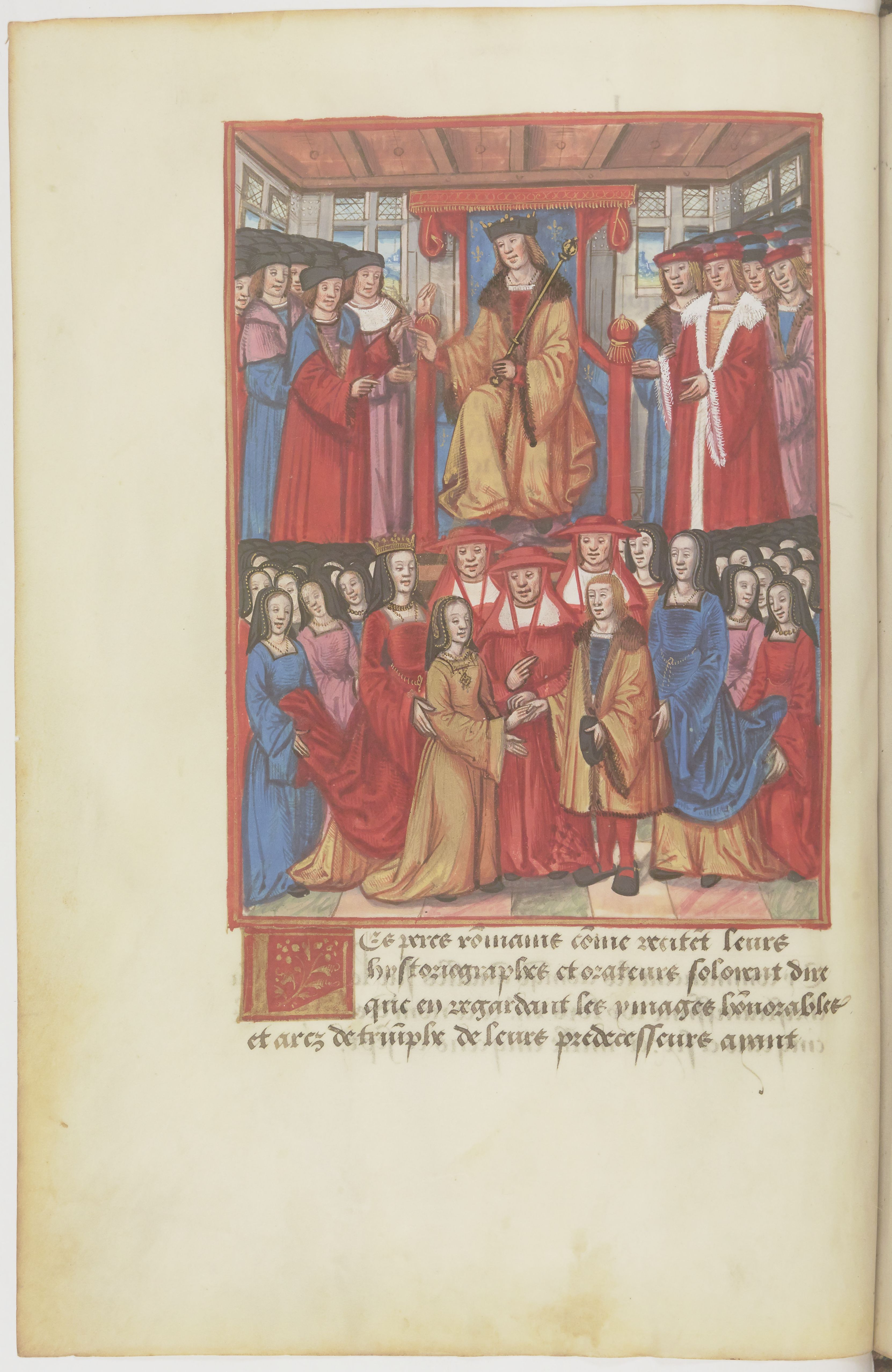
Fiançailles de François d'Angoulême et Claude de France par Guillaume II Le Roy, Chroniques de, BNF, Fr.5083,.

La reine Anne meurt le 9 janvier 1514, Claude devient duchesse de Bretagne. Le 18 mai 1514, le mariage de Claude, âgée de 15 ans, avec François d'Angoulême, âgé de 20, a lieu dans la chapelle du château de Saint-Germain-en-Laye. François est donc assuré de devenir duc de Bretagne, au cas où, Louis XII ayant eu un fils, il ne deviendrait pas roi de France. En effet, le 9 octobre 1514, le roi épouse une princesse anglaise, Marie Tudor, fille du roi Henri VII (mort en 1509) et sœur de Henri VIII. Mais il meurt le 1er janvier suivant, sans que Marie ait conçu d'enfant. François d'Angoulême devient le roi François Ier et Claude reine de France. 
Claude n'a jamais gouverné la Bretagne. Elle en cède l'usufruit à son mari, à titre perpétuel[réf. nécessaire] en 1515.

### Reine de France
Gabriel Miron, chancelier de la Reine Claude et premier médecin, a écrit un livre intitulé De Regimine infantium tractatus tres, qui donne quelques informations sur la vie de la reine Claude.
Elle est peu aimée à la cour après la mort de ses parents. 
Elle est couronnée le 10 mai 1517 à la basilique Saint-Denis. 
Contrairement à sa sœur Renée (1510-1575), elle semble[pas clair] ne s'être jamais intéressée à son héritage maternel ni aux affaires politiques en général, préférant se consacrer à la religion, sous l'influence, selon certaines sources[réf. nécessaire], de Cristoforo Numai, confesseur de Louise de Savoie, mère de François Ier.
Elle tombe enceinte dès le début de son mariage, et par la suite enchaîne les grossesses. Les nouveau-nés sont confiés à des nourrices, et leur éducation est en partie déléguée à Louise de Savoie (1476-1531).
Son fils aîné, François (1518-1536), lui succède sur le trône de Bretagne sous le nom de François III, François Ier conservant l'usufruit du duché.

### Descendance
À l'âge de 15 ans et demi, elle met au monde son premier enfant et en aura sept en 9 ans de mariage :
- Louise (19 août 1515 - 21 septembre 1518),
- Charlotte (Amboise, 23 octobre 1516 - Saint-Germain-en-Laye 18 septembre 1524),
- François (Amboise, 28 février 1518 - Tournon-sur-Rhône, 10 août 1536), dauphin de France, couronné à Rennes duc de Bretagne sous le nom de François III,
- Henri (Saint-Germain-en-Laye, 31 mars 1519 - Paris, 10 juillet 1559), dauphin de France, dernier duc de Bretagne, roi de France,
- Madeleine (Saint-Germain-en-Laye, 10 août 1520 - Édimbourg, 2 juillet 1537), reine d'Écosse par son mariage en 1537 avec Jacques V d'Écosse,
- Charles (Saint-Germain-en-Laye, 22 janvier 1522 - Forest-Montiers, 9 septembre 1545), duc d'Orléans,
- Marguerite (Saint-Germain-en-Laye, 5 juin 1523 - Turin, 14 septembre 1574), duchesse de Savoie par son mariage en 1559 avec Emmanuel-Philibert de Savoie.

### Mort

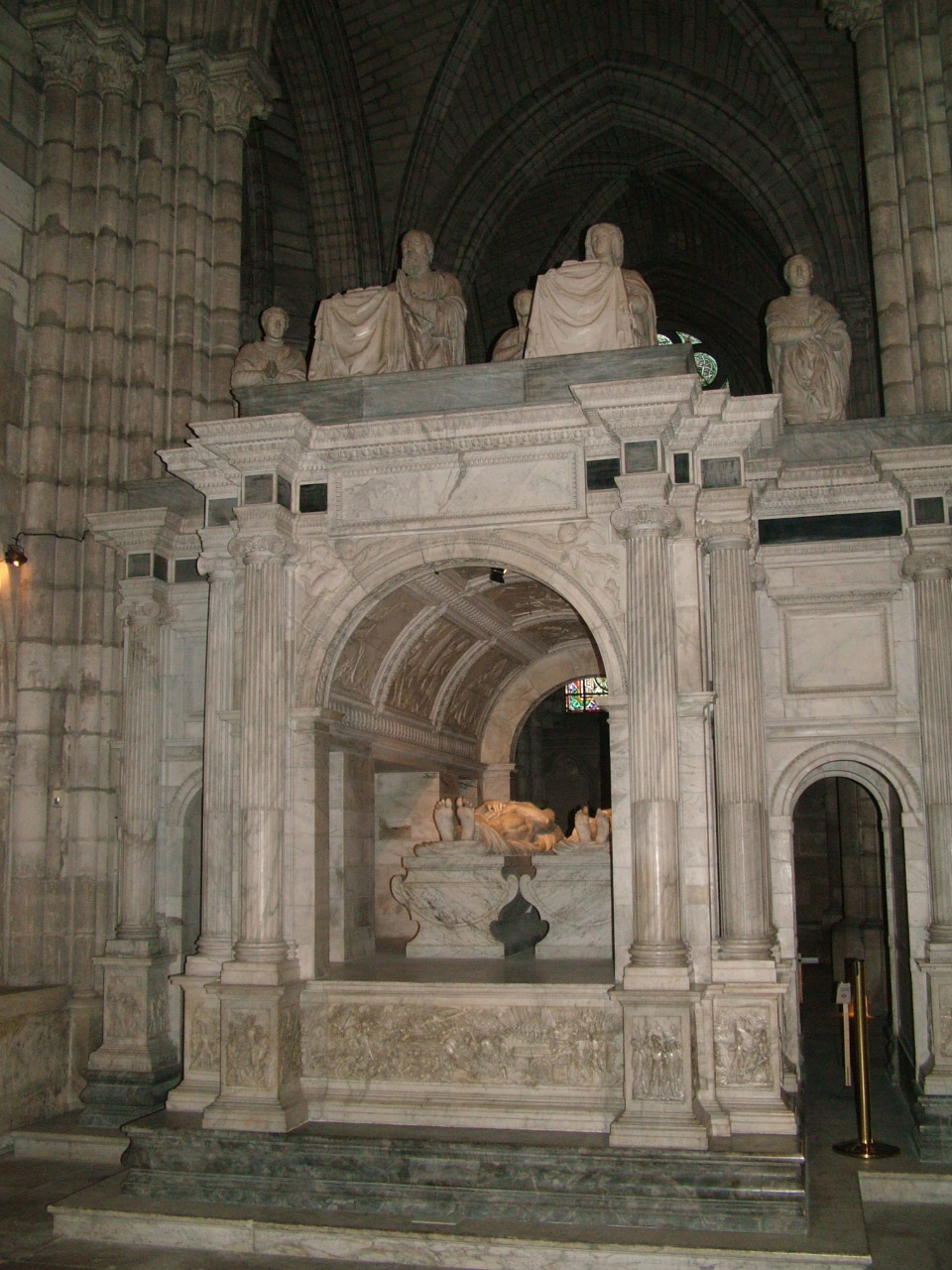
Tombeau de François Ier et de Claude de France dans la basilique Saint-Denis.

La reine Claude meurt d'épuisement, affaiblie par ses grossesses successives, au fil desquelles elle perd sa vitalité, mais aussi par une tuberculose osseuse (comme sa mère) et par la syphilis que lui a probablement donnée son époux.
Elle reste de plus en plus longtemps au lit, jusqu'à ne plus du tout se lever. Elle n'est plus que l'ombre d'elle-même au moment de sa mort.

## Témoignages

### Brantôme
Brantôme a écrit d'elle :

« Il faut parler de madame Claude de France, qui fust très bonne et très charitable, et fort douce à tout le monde, et ne fist jamais desplaisir ny mal à aucun de sa court ny de son royaume. Elle fust aussy fort aymée du roy Louys, et de la royne Anne, ses pere & mere, et estoit leur bonne fille et la bien-aymée, comme ilz luy monstrarent bien; car amprès que le roy fust paisible duc de Milan, ilz la firent déclarer et proclamer en sa court de parlement de Paris, à huys ouverts, duchesse des deux plus belles duchez de la chrestienté, qui estoient Milan et Bretaigne, l'une venant du pere et l'autre de la mere. Quelle heritiere! s'il vous plaist. Ces deux duchez joinctes ensemble eussent bien faict un beau royaume »

« Le roy son mary luy donna la vérolle, qui lui advança ses jours. Et madame la régente (Louise de Savoie) la rudoyait fort […]. »

### Apparence physique
Les ambassadeurs étrangers notent sa « forte corpulence », sa claudication, le strabisme de son œil gauche, sa très petite taille, sa laideur et son effacement, mais soulignent ses qualités de cœur.

### Le roi et son épouse
Le roi a de nombreuses maîtresses, dont la plus connue est la duchesse d'Étampes. 
Mais il est toujours très discret et respectueux envers Claude, pour qui il éprouve une certaine tendresse. Cette discrétion est en partie due à Louise de Savoie, qui exige un comportement exemplaire à la Cour[réf. nécessaire].

## Postérité
On a suggéré qu'elle était peut-être représentée sur la fameuse tapisserie de La Dame à la licorne.
La variété de prunes appelée reine-claude lui doit son nom.
Le livre de prières de Claude de France est un joyau d'enluminure manuscrit, de 49 sur 69 mm, qu'elle fit réaliser vers 1517, année de son couronnement. Le livre est un enchaînement continu de 132 riches illustrations des passages de la Bible et de la vie des saints. Toutes les pages sont encadrées par la Cordelière, à la mémoire de sa mère. Son blason apparaît sur trois folios différents. Ce manuscrit ainsi qu'un livre d'heures ont été enluminés par un artiste qui a reçu le nom de convention de Maître de Claude de France. Il a été remis à la Pierpont Morgan Library à New York en 2008 par Madame Alexandre Rosenberg Paul à la mémoire de son époux.